# Дантіварман
Дантіварман — тамільський правитель держави Паллавів. Був сином Нандівармана II.

## Правління
Часи правління Дантівармана стали початком занепаду царства. Пандья вторглись та захопили території Паллавів, в результаті чого їхні володіння скоротились до околиць Канчіпурама. У 803–804 роках цар Говінда III переміг Дантівармана й захопив його столицю.